# Касим-паша (бейлербей Румелии)
Касим-паша (Касем-паша) — бейлербей Румелии (1442—1444), один из османских военачальников во крестового похода на Варну (1443—1444).

## Биография
В 1442 году после отставки с должности бейлербея Румелии Шехабеддин-паши, потерпевшего поражение от Яноша Хуньяди в битве на реке Яломница, султан Мурад II назначил новым румелийским бейлербеем и визирем Касим-пашу.
В начале крестового похода на Варну венгерский полководец Янош Хуньяди переправился через Дунай и двинулся на юг, вдоль реки Моравы, чтобы атаковать силы Касим-паши, прежде чем он смог мобилизовать свою армию. Крестоносцы разбили 12-тысячную турецкую конницу Касим-паши в битве под Алексинаце во время битвы под Нишем в 1443 году. После поражения Касим-паша и Турахан-бей сожгли все деревни между Нишем и Софией. Турахан-бей и Касим-паша встретились друг с другом в Софию, откуда Касим отправил гонца в Эдирне, чтобы сообщить о произошедшем султану.
В конце 1443 года Ксим-паша командовал османским войском, которое преследовала христианскую армию после битвы при Златице. Его армия была разбита 24 декабря 1444 года в битве при Мельштице возле Софии, где многие османские командиры были взяты в плен.
Османские военачальники Касим-паша и Турахан-бей враждовали между собой. Некоторые турецкие источники сообщают, что в поражении Касима-паши был виновен Турахан-бей, который был подкуплен сербским деспотом Стефаном Бранковчием и не участвовал в битве.
Султан Мурад II отправил Турахан-бея в ссылку. Касим-паша пожаловался великому визирю Чандарлы Халил-паше, потребовав изгнать из османской армии некоторых офицеров, подведомственных Турахану. Когда его жалоба была отклонена, Касим-паша подал в отставку с должности бейлербея Румелии.